# NGC 2497
NGC 2497 je galaksija u zviježđu Risu.

## Vanjske poveznice
- SEDS: NGC 2497